# والتر وينشل
كان والتر وينشل (Walter Winchell) (المولود في 7 من أبريل 1897م ـ 20 من فبراير 1972م) معلقًا صحفيًا وإذاعيًا أمريكيًا.

## المشوار المهني
ولد والتر وينشل في مدينة نيويورك، وترك المدرسة وهو في الصف السادس وبدأ بتقديم العروض في فرقة جوس ادواردز المسلاة المسرحية الهزلية (Gus Edwards's vaudeville) المعروفة باسم «نيوزبوي سيكستيت» (Newsboys Sextet).
بدأ حياته المهنية في الصحافة عن طريق نشر ملاحظات حول فرقة التمثيل التي عمل معها على لوحات الإعلانات خلف الكواليس. انضم وينشل إلى أخبار الفودفيل (Vaudeville News) في 1920م، وترك الصحيفة لأجل الالتحاق بصحيفة جرافيك المسائية (Evening Graphic) في عام 1924م، وتم تعيينه بالمقابل في 10 من يونيو 1929م من قِبل صحيفة نيويورك ديلي ميرور (New York Daily Mirror)حيث أصبح في النهاية مؤلف ما يمكن اعتباره أول عمود مجمع للقيل والقال، بعنوان بشأن برودواي (On-Broadway).
وكان أول ظهور له على دبليو آي بي سي (WABC) في نيويورك، التابعة لشبكة سي بي اس (CBS)، في 12 من مايو 1930م.
وبحلول الثلاثينيات، كان وينشل «صديقًا مقربًا لأوني مادن، زعيم العصابة رقم واحد في فترة حظر الكحوليات (prohibition)»، ولكن «في عام 1932م تسببت علاقة وينشل الحميمة مع المجرمين في خوفه من القتل لأنه يعرف الكثير عنهم.» فهرب إلى كاليفورنيا، «وعاد بعد أسابيع بحماسة جديدة للقانون، رجل الحكومة (G-men)، العم سام (Uncle Sam)، [و] مجد قديم (Old Glory)». لقد لاقت تغطيته لخطف اختطاف تشارلز أوغستثس ليندبيرغ الابن والمحاكمة التي تلت ذلك اهتمامًا قوميًا. وخلال عامين، أصبح صديقًا لجون إدغار هوفر، رجل الحكومة الثاني في فترة رفع الحظر (repeal era). ولقد كان هو المسؤول عن تسليم لويس «ليبك» بوشلتر (Louis "Lepke" Buchalter) زعيم فرقة الاغتيالات ميردر إنكوربوريتد (Murder, Inc.) إلى هوفر.
وخلال الحرب العالمية الثانية، قام بمهاجمة الاتحاد الوطني البحري (National Maritime Union)، منظمة العمل من أجل أسطول الولايات المتحدة التجاري البحري (United States Merchant Marine) المدني، والذي قال عنه أن من يقوم بإدارته هم الشيوعيون. وفي عام 1948م، وعام 1949م، قام وينشل و (الصحفي) الشيوعي اليساري درو بيرسون «بالاعتداء بصورة ضارية وغير دقيقة على وزير الدفاع جيمس فورستال في الصحف والإذاعة.» وقد صنف وينشل أيضًا الفنانة الأفريقية الأمريكية الفرنسية جوزفين بيكر كشيوعية بعدما أخذته للعمل على عدم التشكيك في سياسات التمييز العنصري التي يمارسها نادي ستورك (Stork Club) في نيويورك. وقد تسببت حملته القاسية ضد بيكر في منعها من تجديد تأشيرتها للدخول إلى الولايات المتحدة.[بحاجة لمصدر]
في عام 1948م كان وينشل يقدم البرنامج الأعلى تقييمًا عندما تفوق على فريد ألان وجاك بيني.
وخلال الخمسينيات فضل وينشل السيناتور جوزيف مكارثي، ولكنه فقد الكثير من شعبيته التي كان يحظى بها لانقلاب الجمهور ضد مكارثي. كما كان له برنامج إذاعيًا أسبوعيًا كان تتم إذاعته في نفس الوقت على تليفزيون إيه بي سي إلى أن أنهى هذا العمل بسبب خلاف مع المسؤولين التنفيذيين بتليفزيون الإذاعة الأمريكية (ABC) في 1955م.

كما أدى الخلاف الذي نجم بينه وبين جاك بار إلى إنهاء حياته المهنية على نحو فعّال، مما يشير إلى تحول في السلطة من الطباعة إلى التلفزيون.
وخلال هذا الوقت، أعطته شركة الإذاعة الأمريكية فرصةً لاستضافة عرض متنوع، والذي لم يدم سوى ثلاثة عشر أسبوعًا. وقد انخفض عدد من يقرؤون له تدريجيًا، وعندما تم إغلاق صحيفته الرئيسة نيويورك ديلي ميرور (New York Daily Mirror)، حيث عمل لأربع وثلاثين سنة، في عام 1963م، تلاشى من أعين الجمهور.
ومع ذلك، كان يتلقى 25000 دولار في الحلقة ليروي مسلسل المنبوذين على شبكة تلفزيون شركة الإذاعة الأمريكية لأربعة مواسم بدايةً من 1959م.

## كتابات أخرى
- Brooks, Tim and Marsh, Earle, The Complete Directory to Prime Time Network and Cable TV Shows.
- Dunning, John. On the Air: The Encyclopedia of Old-Time Radio. New York: Oxford University Press, 1998.
- Neal Gabler, Winchell : Gossip, Power, and the Culture of Celebrity (Vintage: 1995).
- Mosedale, John (1981). The Men Who Invented Broadway: Damon Runyon, Walter Winchell & Their World. New York: Richard Marek Publishers.

## وصلات خارجية
- والتر وينشل على موقع IMDb (الإنجليزية)
- والتر وينشل على موقع الموسوعة البريطانية (الإنجليزية)
- والتر وينشل على موقع مونزينجر (الألمانية)
- والتر وينشل على موقع ميوزك برينز (الإنجليزية)
- والتر وينشل على موقع أول موفي (الإنجليزية)
- والتر وينشل على موقع قاعدة بيانات الأفلام السويدية (السويدية)
- والتر وينشل على موقع إن إن دي بي (الإنجليزية)
- والتر وينشل على موقع ديسكوغز (الإنجليزية)
- والتر وينشل على موقع قاعدة بيانات الفيلم (الإنجليزية)
- والتر وينشل على موقع كينوبويسك (الروسية)
- A remembrance by a contemporary
- Winchell movie on HBO
- والتر وينشل على موقع فايند أغريف
- Damon Runyon Cancer Research Foundation
- Dick Cavett remembers an evening with WW
- FBI file on Walter Winchell